# Kiss of Life (canción de Bee Gees)
«Kiss Of Life» es una canción de los Bee Gees. Fue escrita en 1991, grabada en el estudio Middle Ear en Miami Beach e incluida en el álbum de estudio de 1993 Size Isn't Everything y lanzada como el sencillo final en algunos países europeos, incluyendo los Países Bajos y Alemania. Tuvo ayuda promocional, incluyendo un video musical grabado para la canción, pero el sencillo nunca apareció en las listas al aire.
- Datos: Q5959999